# Beaumetz-lès-Loges
Beaumetz-lès-Loges ist eine französische Gemeinde mit 1000 Einwohnern (Stand 1. Januar 2022) im Département Pas-de-Calais in der Region Hauts-de-France. Sie gehört zum Arrondissement Arras und zum Kanton Arras-1.

## Lage
Die Gemeinde Beaumetz-lès-Loges liegt am Südostrand des Artois, elf Kilometer südwestlich der Innenstadt von Arras. Nachbargemeinden von Beaumetz-lès-Loges sind Berneville im Nordosten, Rivière im Südosten, Basseux im Süden, Monchiet im Westen sowie Simencourt im Nordwesten.

## Bevölkerungsentwicklung
| Jahr                       | 1962 | 1968 | 1975 | 1982 | 1990 | 1999 | 2006 | 2014 | 2022 |
| Einwohner                  | 561  | 570  | 805  | 954  | 940  | 909  | 1019 | 965  | 1000 |
| Quellen: Cassini und INSEE |      |      |      |      |      |      |      |      |      |

## Sehenswürdigkeiten
- Kirche St. Michel aus dem 15. Jahrhundert